# 27th Aero Squadron
27th Aero Squadron - 27 Aero – jednostka United States Army Air Service z okresu I wojny światowej.

## I wojna światowa
Jednostka została utworzona w 8 maja 1917 roku jako kompania "K". 15 czerwca 1917 roku otrzymał nazwę 21 Provisionaly Aero Squqdron. Swoją właściwą nazwę jednostka otrzymała rozkazem z 23 lipca 1917 roku. Eskadra osiągnęła gotowość bojową po objęciu nad nią dowództwa przybyłego z 20 eskadry RAF, walczącej w Europie, świeżo mianowanego majorem, kanadyjskiego asa Harolda Evansa Hartneya. Po przejściu dodatkowego szkolenia w Anglii eskadra została skierowana do Francji na wiosnę 1918 roku i została przydzielona do dywizjonu 1st Pursuit Group 1 czerwca 1918 roku. 2 czerwca eskadra przeszła chrzest bojowy tracąc pierwszego pilota oraz odnosząc pierwsze zwycięstwo powietrzne.
Piloci eskadry latali głównie na samolotach Nieuport 27, Nieuport 28 oraz SPAD XIII

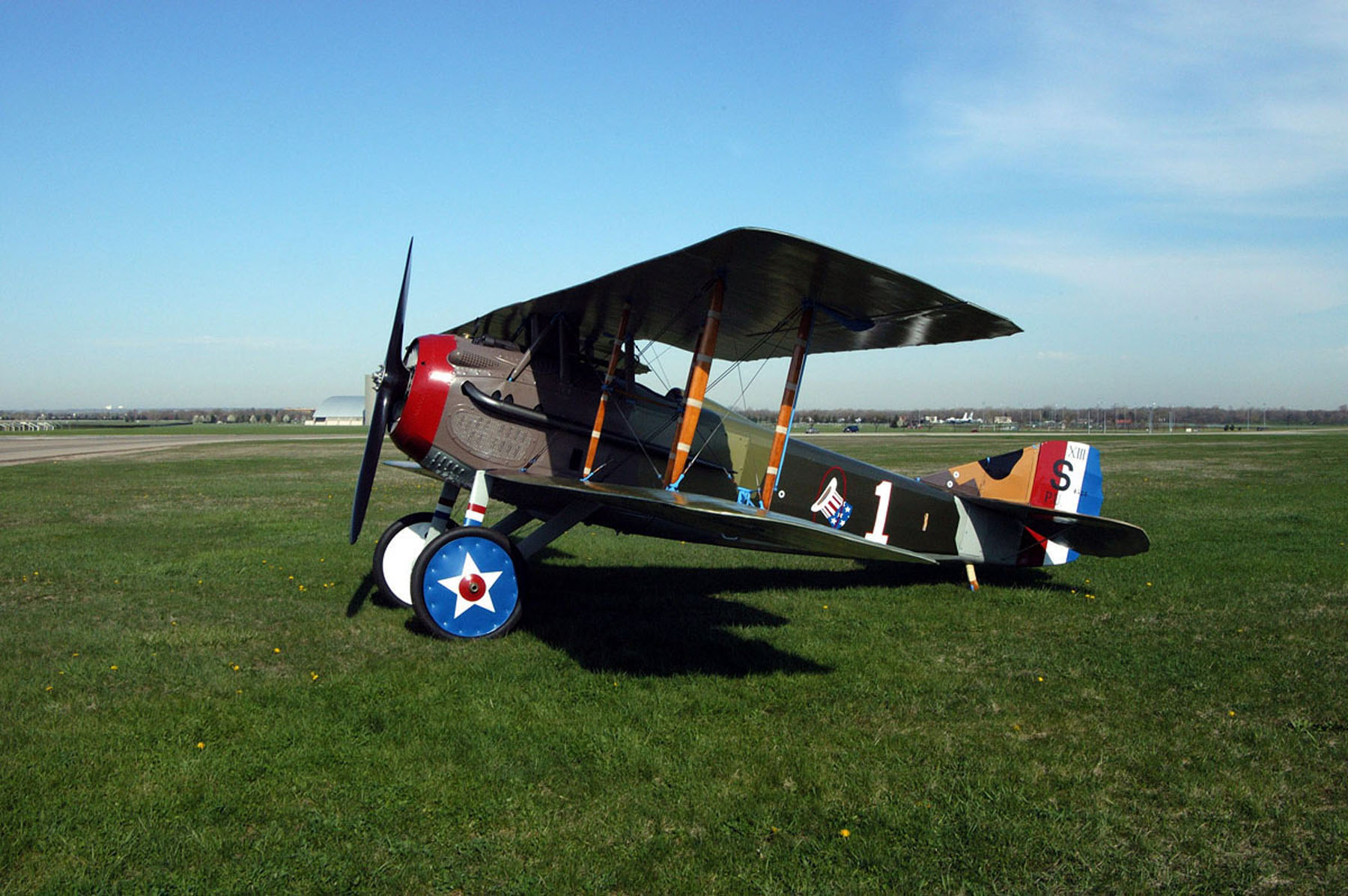
SPAD XII w barwach USAF

27th Aero Squadron w całym okresie wojny odniosła 56 zwycięstw, 34 nad samolotami i 22 nad balonami obserwacyjnymi.
Łącznie w jednostce służyło przeszło ponad 6 asów myśliwskich m.in.: 
Frank Luke (18), Donald Hudson (6), John K. MacArthur (6), Jerry Vasconcells (6), Joseph Wehner (6), Harold Hartney (1).

### Dowódcy Eskadry
| Stopień   | Nazwisko        | Okres                    |
| --------- | --------------- | ------------------------ |
| Major     | Michael Davis   | 15.101.1917 – 15.08.1917 |
| Porucznik | Fred R. Harvey, | 15.08.1917 – 22.10.1917  |
| Major     | Harold Hartney  | 22.10.1917 – 21.08.1918  |
| Kapitan   | Alfred A. Grant | 21.08.1918 – 18.11.1918  |
| Kapitan   | Robert J. Bell  | -.-.1918 – -.04.1919     |

## Okres międzywojenny
W okresie międzywojenny jednostka była przydzielona do 1st Operations Group i stacjonowała w Selfridge Air National Guard Base w Michigan.